# Tropaires de Winchester
Les tropaires de Winchester sont deux manuscrits de la fin du Xe siècle compilant un important nombre de tropes, des « introductions, intercalations ou additions insérées dans des chants de l'office ».

## Description des manuscrits
Les tropaires sont deux manuscrits datés de la fin du xe siècle ou du début du XIe siècle, dont le premier est conservé à la bibliothèque Bodléienne, à Oxford (MS Bodley 775), et le second à la bibliothèque Corpus Christi de Cambridge (MS 473). Ces deux manuscrits ont été copiés et d'abord utilisés à la cathédrale de Winchester.
Le second manuscrit est une révision du premier, augmenté de cent cinquante organa, des mélodies de plain-chant avec voix organale ajoutée.

### Facsimilé
(en) The Winchester Troper : Facsimile Edition and Introduction  (Susan Rankin (ed.)), Londres, Stainer and Bell, 2007, 105 p. (ISBN 978-0-85249-894-1 et 0-85249-894-2)

### Études
- (en) Andreas Holschneider, Die Organa von Winchester: Studien zum ältesten Repertoire polyphoner Musik, Hildesheim, Olms, 1968
- (en) Music in the Medieval English Liturgy, Oxford, Clarendon Press, coll. « Plainsong & Mediaeval Music Society Centennial Essays », 1993 (ISBN 0-19-316125-7).